# Шольц Густав Карлович

## Біографія

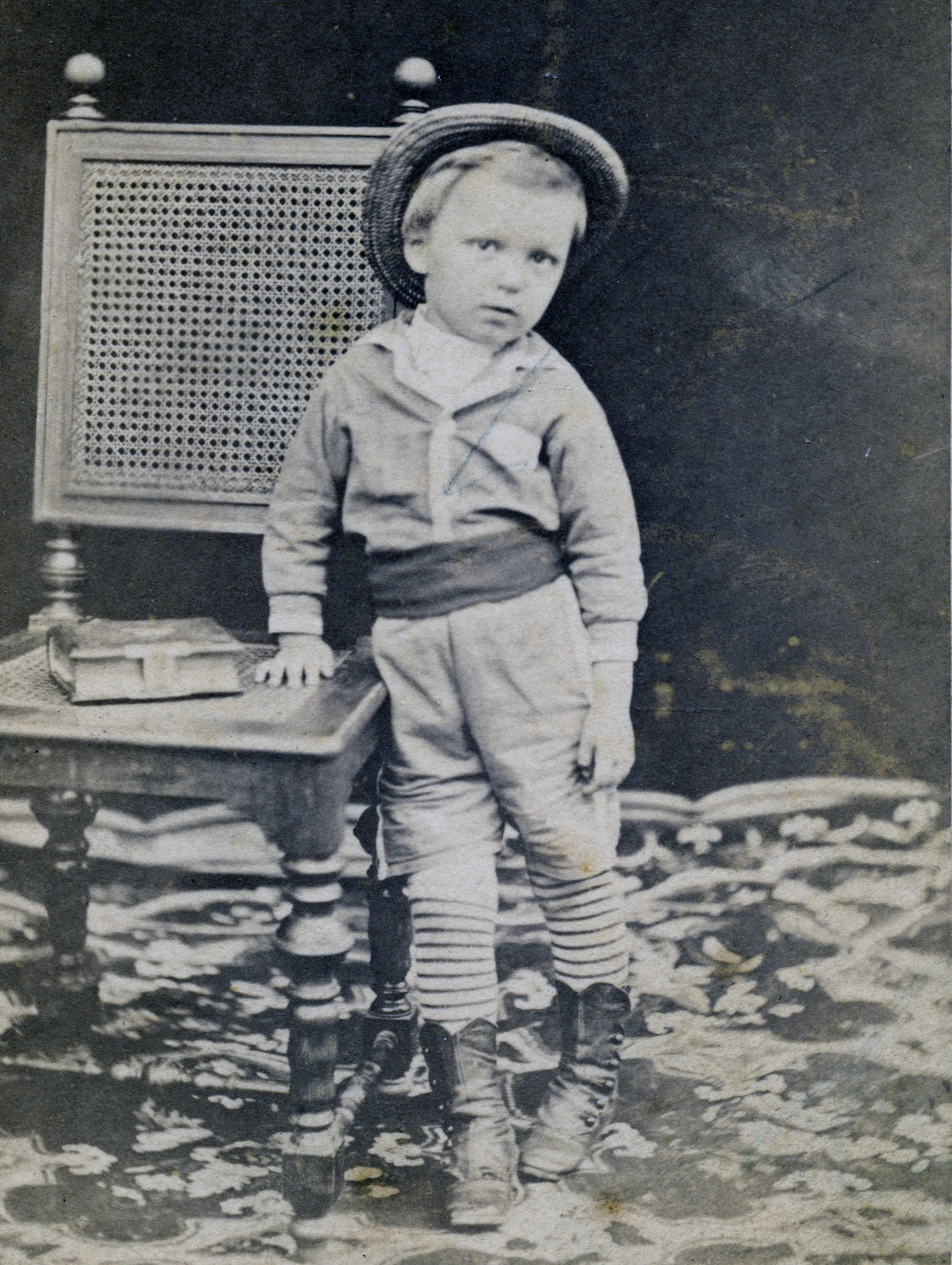
Густав Шольц в дитинстві

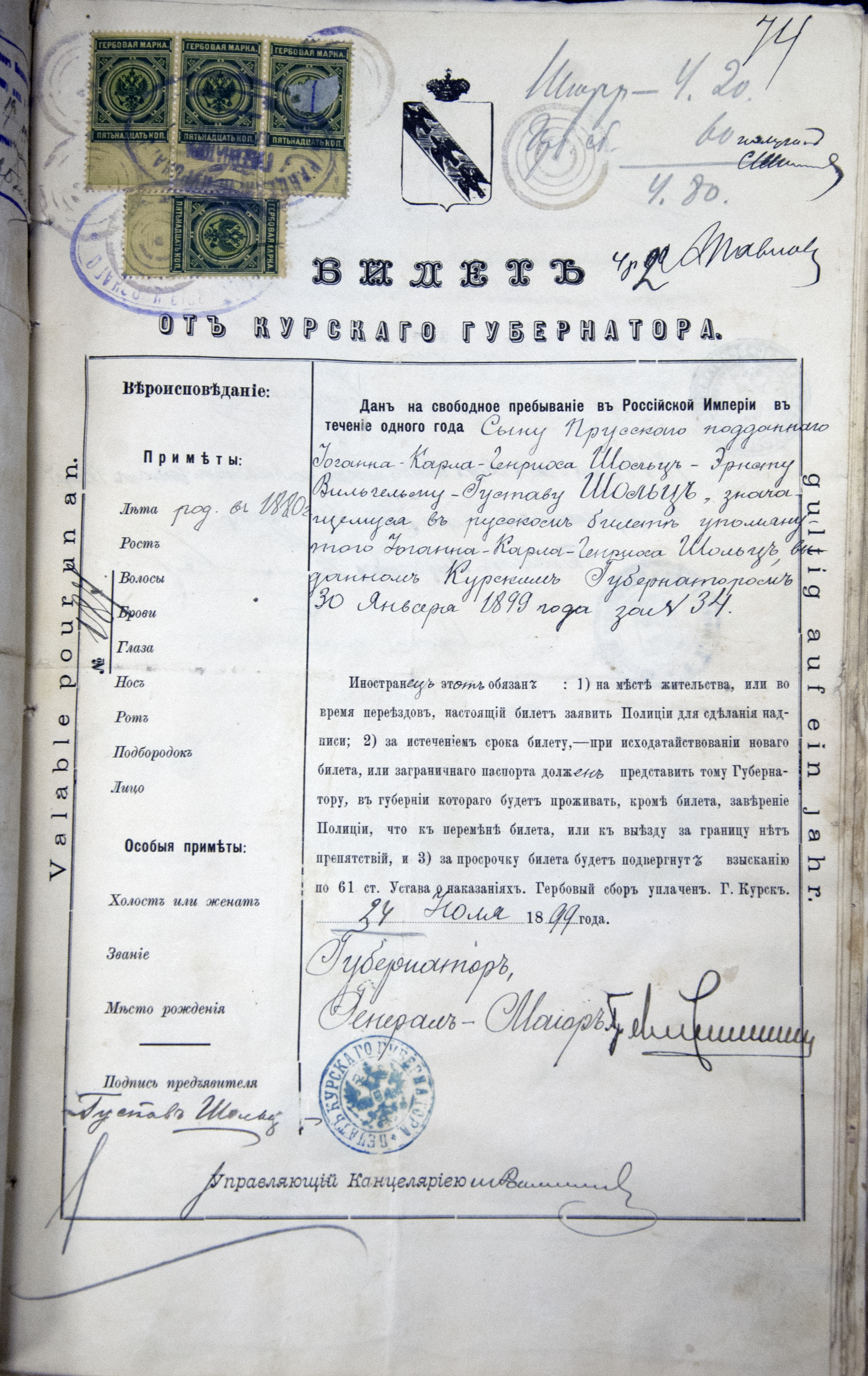
Билет на жительство в России Густава Шольца 1899 года

Густав Карлович Шольц (Ernest Wilhelm Gustav Scholz) 1880–1939. Інженер-архітектор, син архітектора німецького походження Карла Густавовича Шольца. 

Відомий своїми роботами над історичними будівлями в місті Суми в першій половині 20 століття. Після 1917 року керував будівництвом багатьох великих об'єктів на території УССР та РРФСР.

## Ранні роки

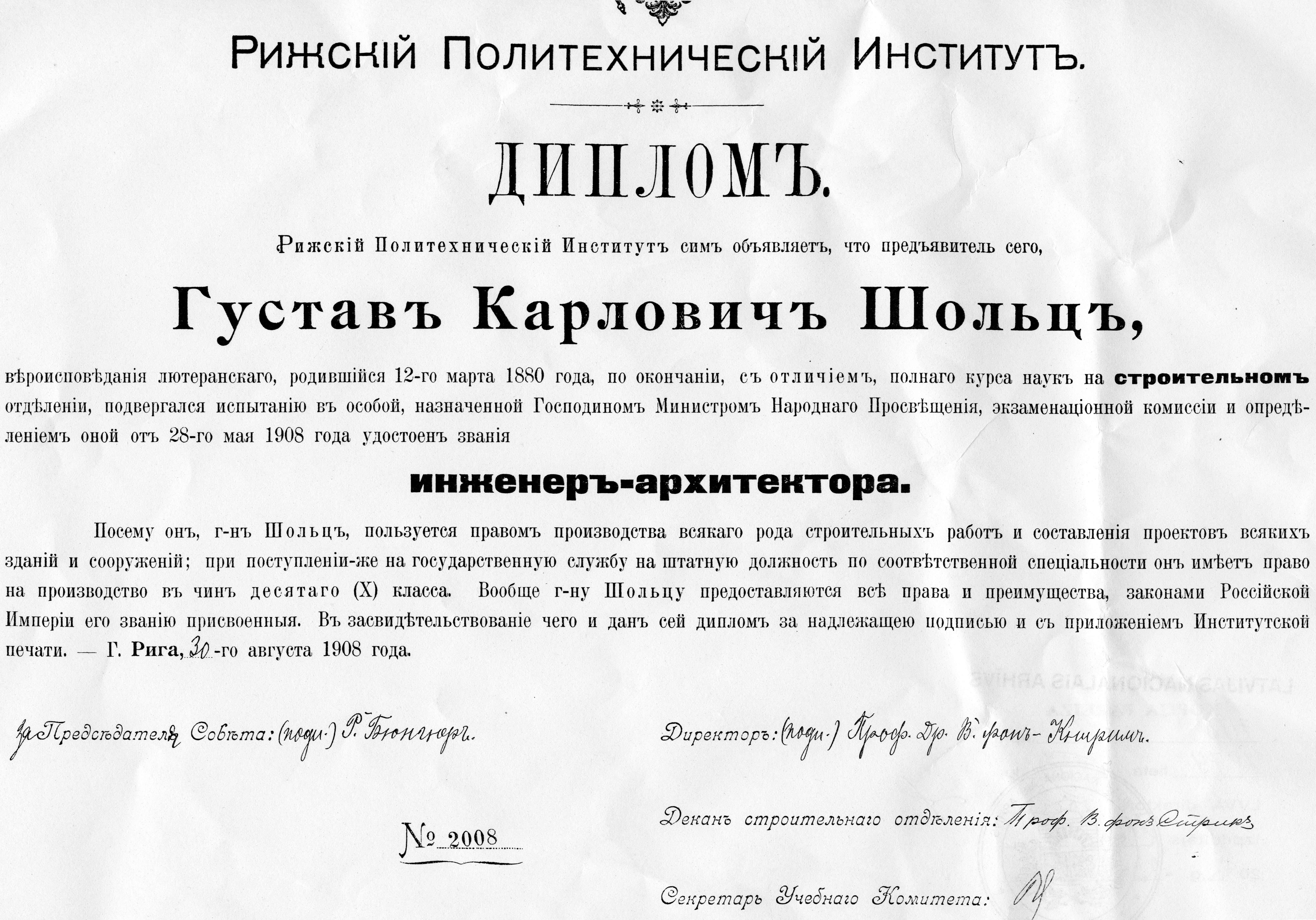
Диплом Густава Карловича Шольца

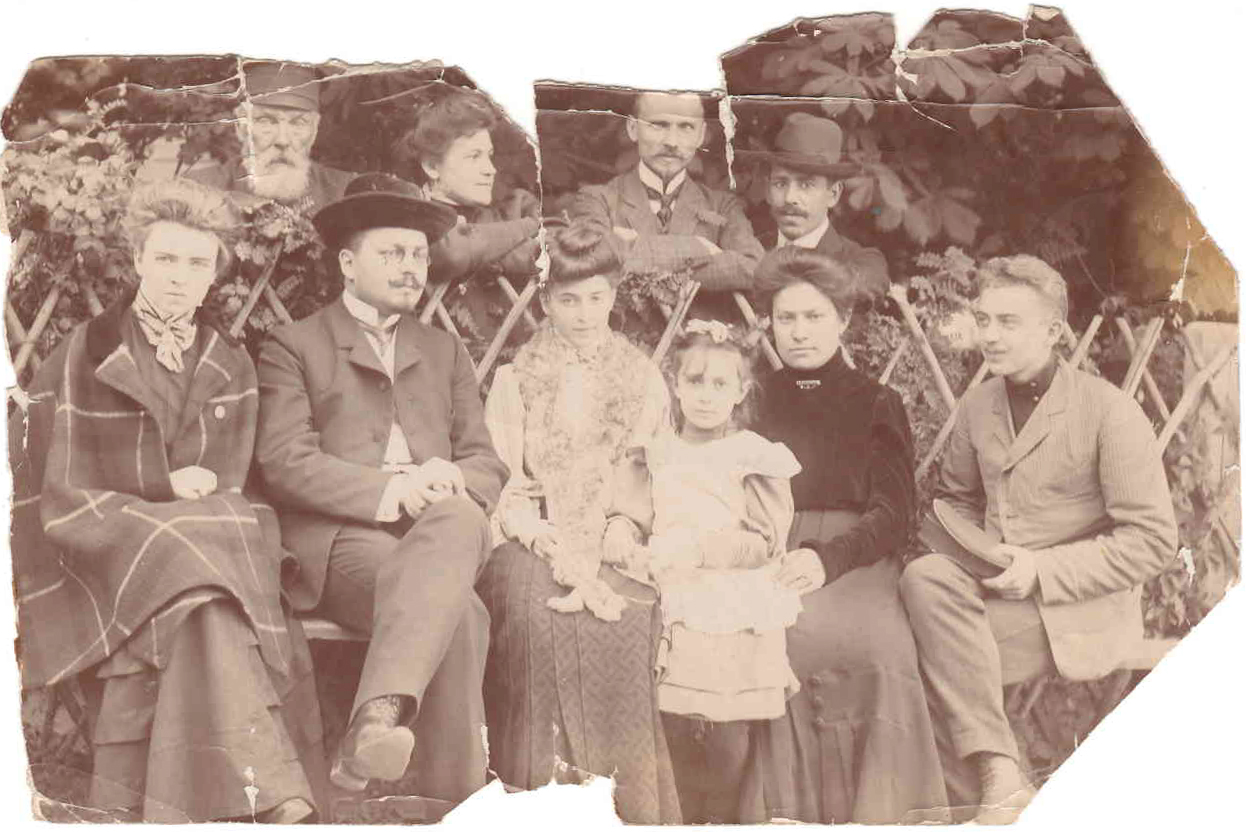
Віталія та Густав Шольц (зліва). Місто Суми початок ХХ століття.

Народився 12 березня 1880 року в селі Іванівському Льговського повіту Курської губернії в сім'ї Карла Густавовича і Ернестіни Костянтинівни Шольц. У сім'ї, крім Густава, було ще четверо сестер: Адель, Юлія, Ольга і Емма.
З ранніх років допомагав своєму батькові Карлу Густавовичу Шольцу і переймав досвід.
Закінчив Курське реальне училище в 1899 році.
Поступив у Ризький Політехнічний інститут в 1899 і закінчив його з відзнакою в 1908 році за спеціальністю «інженер-архітектор».
У 1902 році прийняв Російське підданство.

## Робота в місті Суми
Ще в Іванівському потоваришував з Матвієм Щавелєвим, який потім довго працював помічником Карла, а згодом і Густава Шольца.

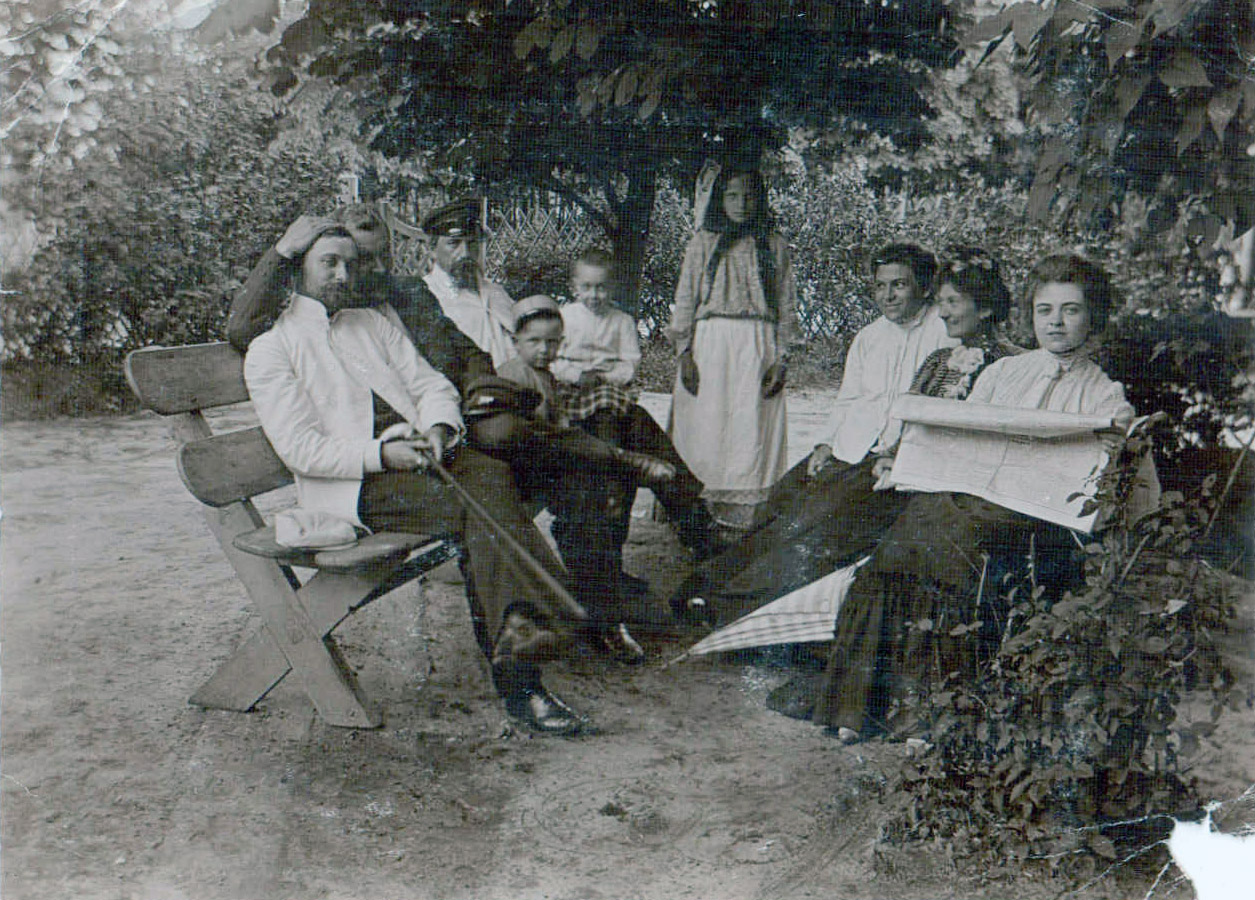
Густав Шольц (зліва) з родиною. Місто Суми початок XX століття.

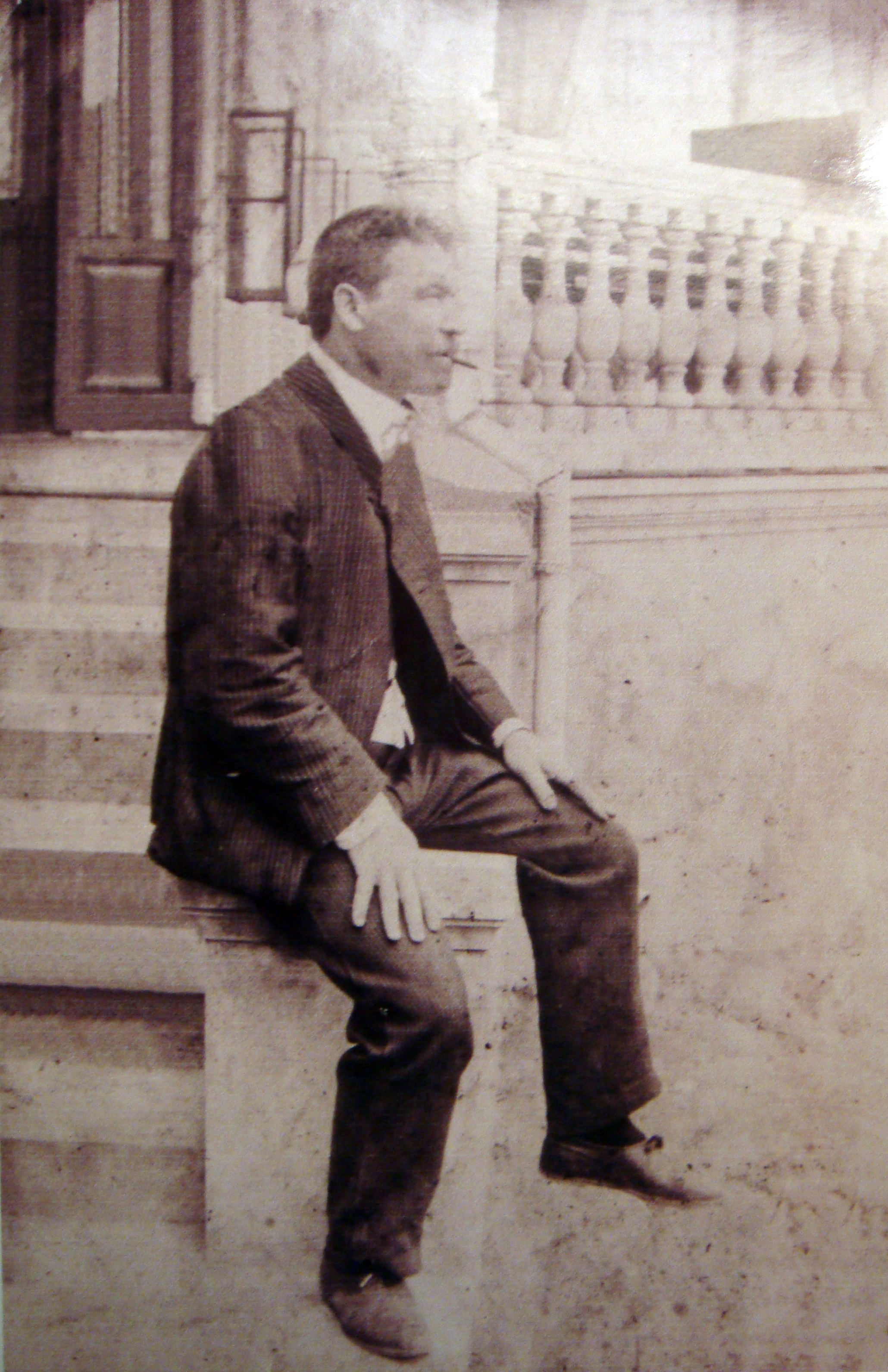
Матвій Щавелев на ґанку садиби Шольців в місті Суми. Початок XX століття.

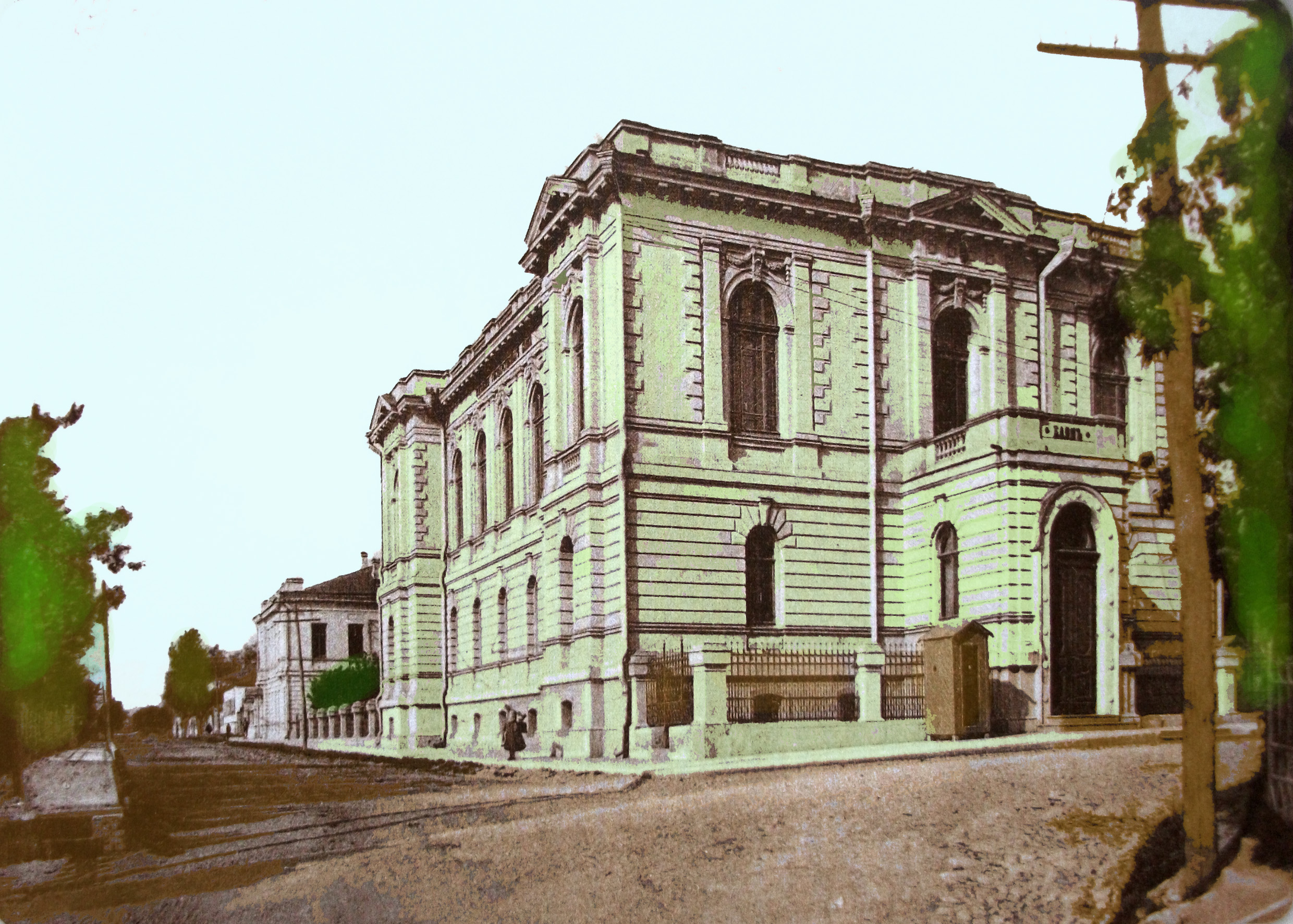
Будівля земського банку. Місто Суми початок XX століття.

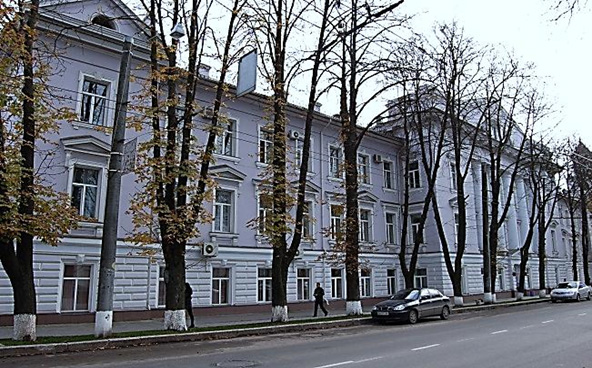
Будівля окружного суду. Зараз Банківська академія.

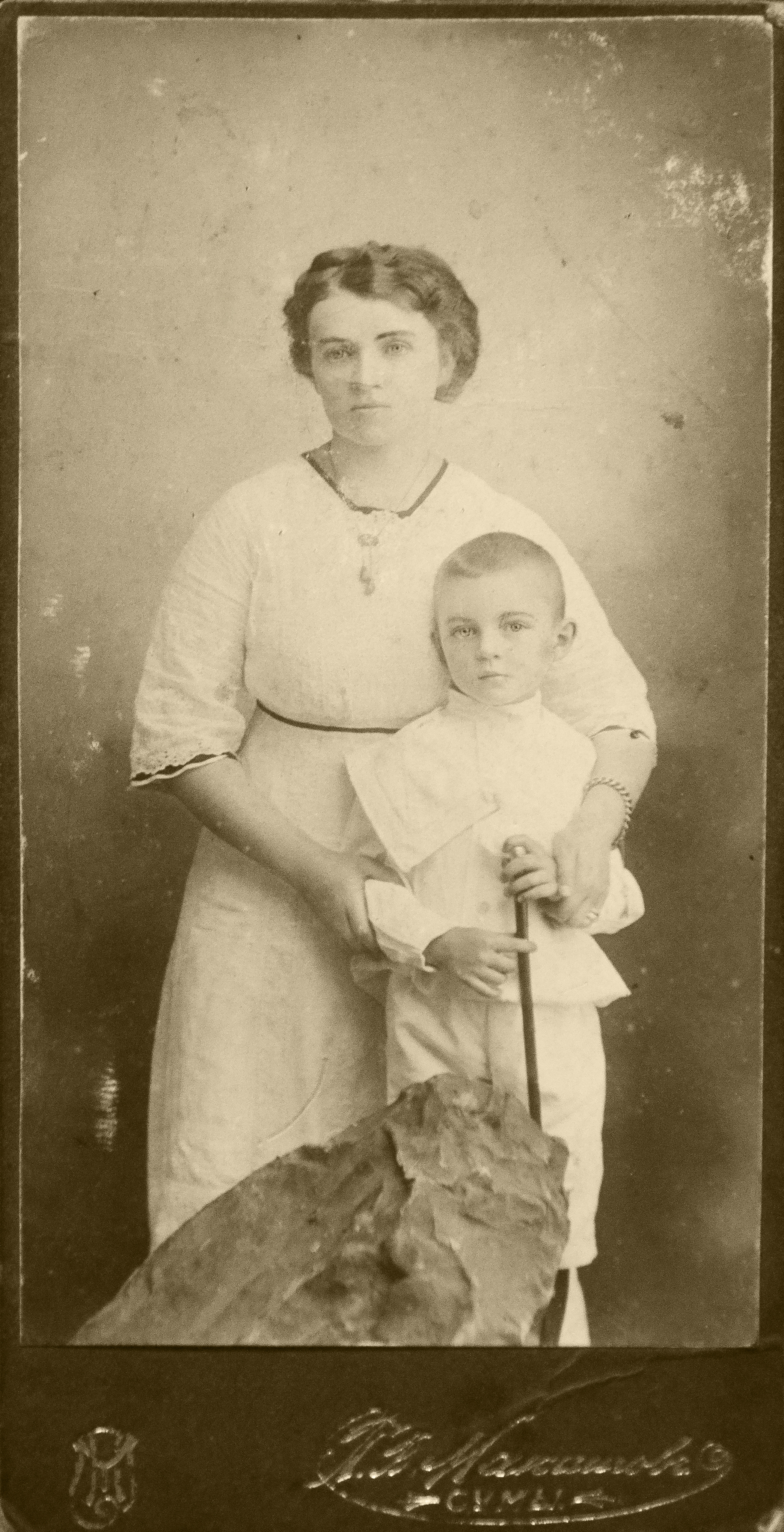
Віталія Шольц з сином Віктором.

Щавелєв довго співпрацював з Шольцем. У місті було створено близько п'ятдесяти альтанок за його кресленнями. До наших днів збереглася лише одна.
Під час навчання в інституті Густав проходив приватну практику в місті Суми під керівництвом батька Карла Густавовича Шольца. Після смерті батька продовжив працювати на Павла Івановича Харитоненка на споруді об'єктів цукрових заводів.
Працював над будівлями земського банку, окружного суду, Троїцьким собором та іншими. Пізніше працював міським архітектором.
У 1908 році одружився з Віталією Миколаївною Ленською, донькою головного інженера Павловського рафінадного заводу Миколи Миколайовича Ленського та Олени фон Рауде.
Під час Першої світової війни відбув на фронт, де працював у будівельних інженерних військах під керівництвом Карбишева Дмитра Михайловича над військовими об'єктами для армії. Брав участь у Брусилівському прориві.
13 лютого 1917 р. Голенищев — Кутузов звернувся до Мін'юсту з проханням призначити комісію з приймання будівлі окружного суду і повідомив про необхідність прибуття до Сум архітектора Шольца, що знаходився на фронті. Урочисте освячення готової будівлі окружного суду відбулося 25 березня 1917 р. Архієпископ Сумський Митрофан відслужив також молебень і панахиду за імператором Олександром ІІ, при якому була здійснена судова реформа.

## Після революції

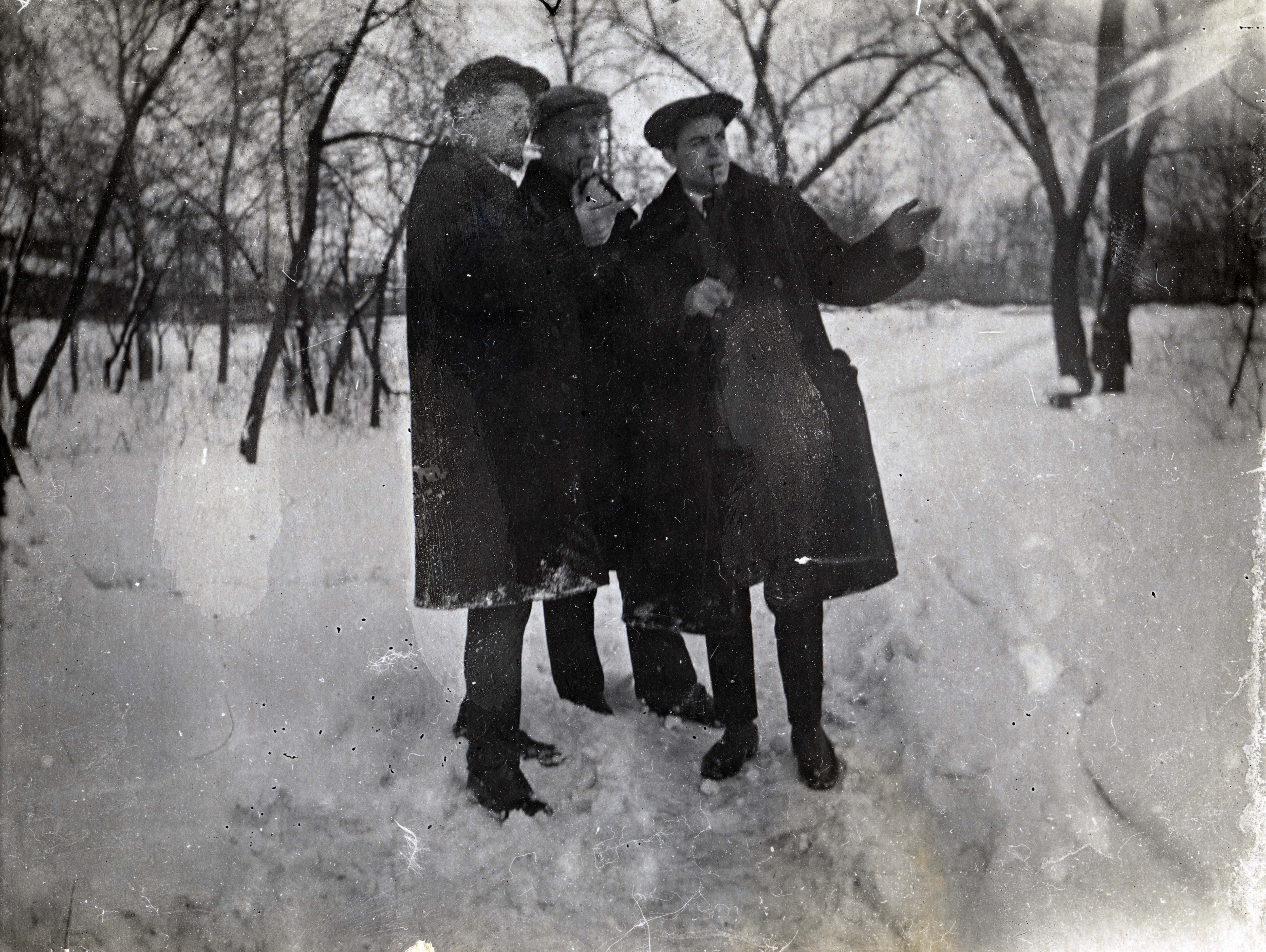
Густав Шольц (зліва) разом с сином Віктором (праворуч). Луганськ 1933 рік.

Після революції продовжив роботу за Радянської влади.
У 1919 році переїхав до Харкова. Призначений начальником відділення цивільних споруд Південного округу шляхів сполучення. Пропрацював до серпня 1922 року.
У серпні 1922 року призначений начальником робіт тресту Укрдержстрах у місті Суми.
З 1924 року працював заступником начальника робіт Бєлгородського відділення Укрдержбуду. Брав участь у відновленні заводів, зокрема Красноярузького цукрового заводу.
Навесні 1926 через ліквідацію Укрдержбуду перейшов в Індубуд. Призначено районним інженером колишнього Луганського району. Працював над будівлями лікарень у містах Сорокіно, Ровеньках, Брянський Рудник, Сніжне, Красний Луч та інших .
У 1929 році призначений головним інженером будівництва Гірничого інституту та студентських гуртожитків у місті Сталіно (Донецьк).
Працював у місті Слов'янську на будівництві Содового заводу «Червоний хімік».
Пропрацював у Донбасі до 1931 року.
У 1931 році переведений у м. Шостку на посаду головного інженера будівництва «ТЕЦ» та фабрики кіноплівки (пізніше завод Свема). У 1932 році виїхав з Шостки до Харкова.
Після 1933 року працював над будівництвом цукрових заводів в Курській області.
Останнє місце роботи — головний інженер сухопресувального цегельного заводу в місті Армавір.

## Арешт та останні дні

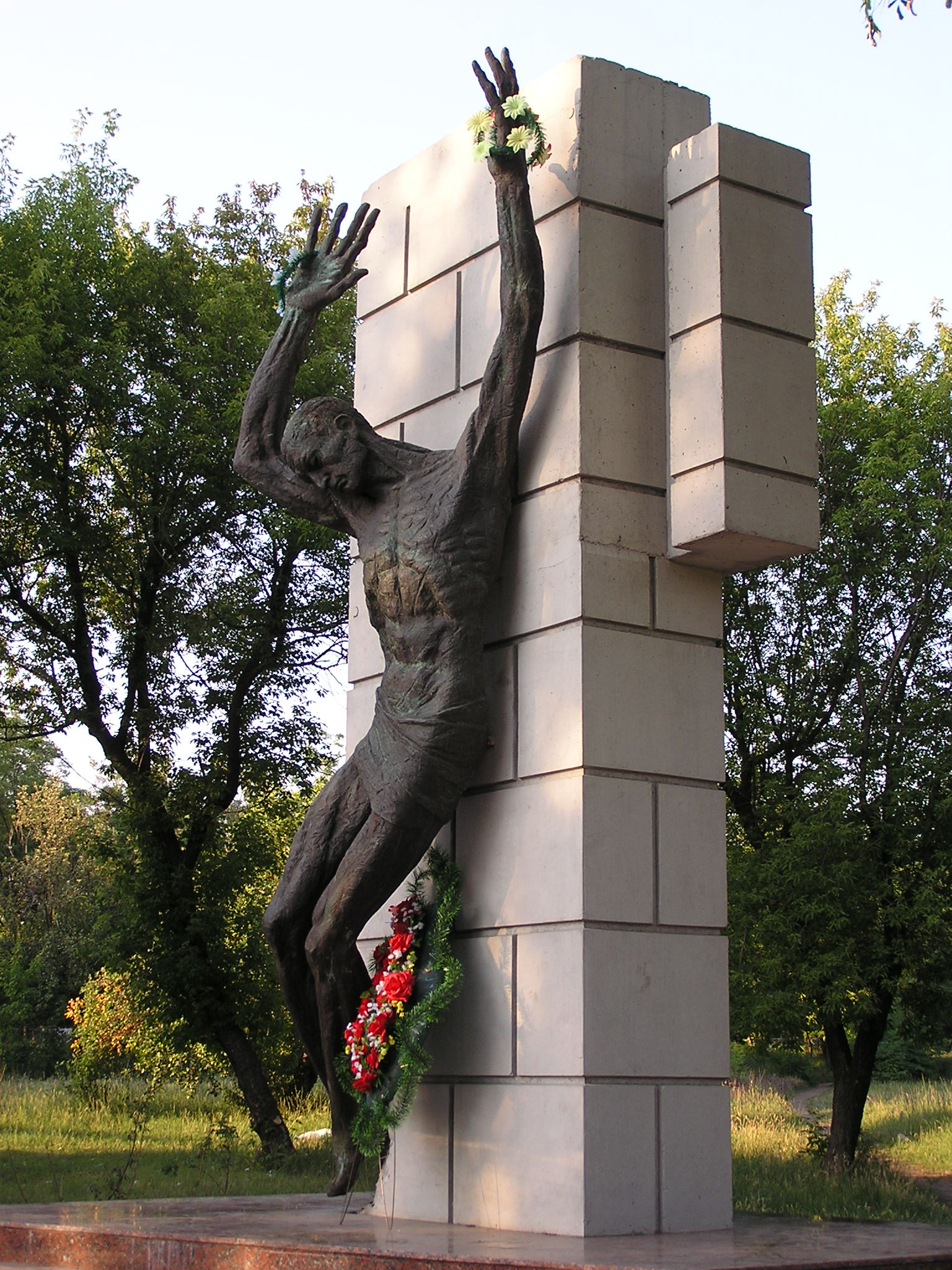
Пам'ятник на місці масових поховань жертв сталінських репресій на Рутченківському полі в Донецьку

4 травня 1938 заарештований НКВС у місті Ворошиловграді, куди приїхав до сина.
Під слідством перебував близько року. У 1939 році був винесений остаточний вирок. Спочиває разом з іншими безневинними жертвами сталінського режиму в Донецьку. 

Сім'ю вислали в Казахстан на спецпоселення.

## Пам'ять

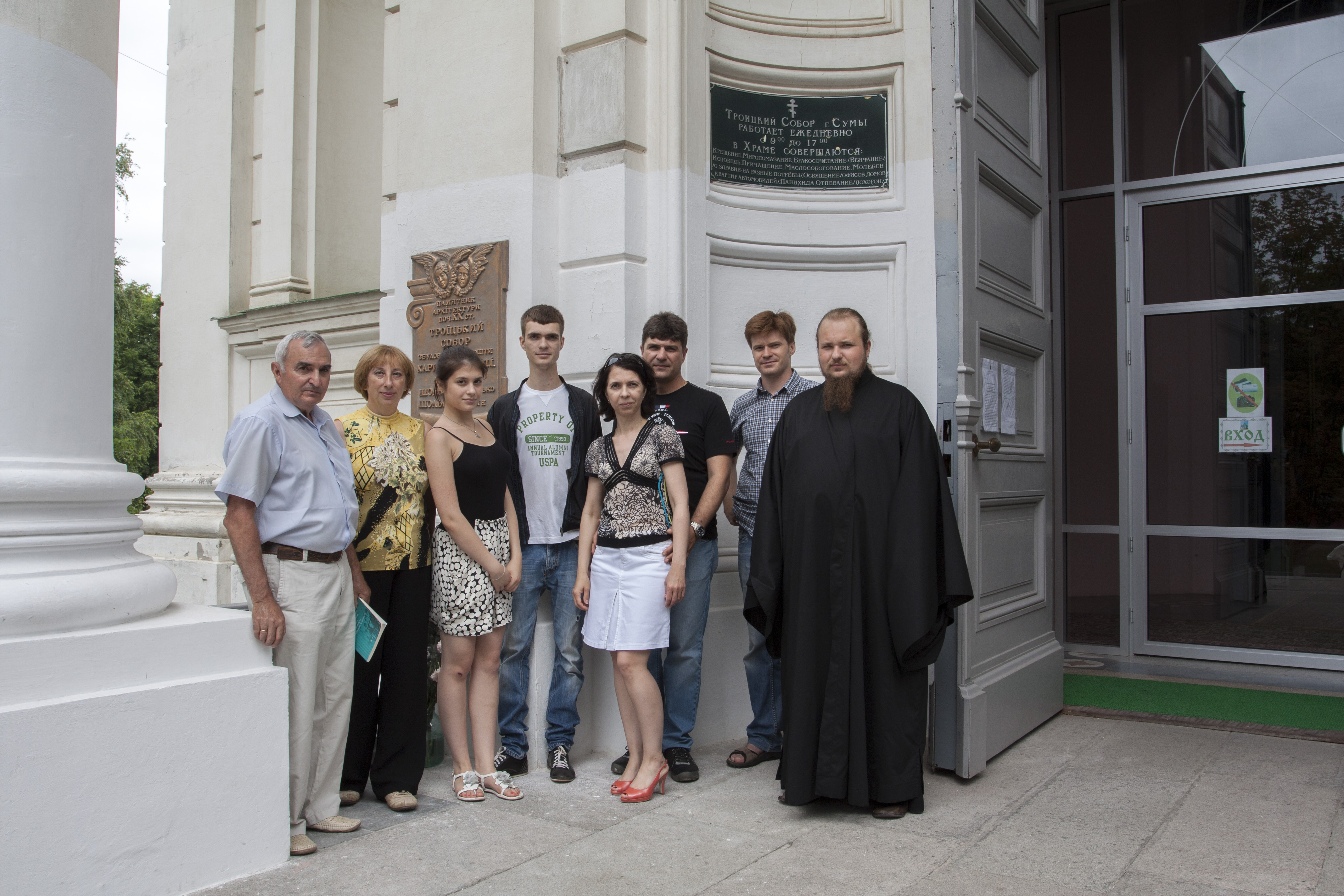
Нащадки Густава Карловича Шольца на відкритті меморіальної таблички при вході в Троїцький собор. 2013 рік.

Імена Густава Карловича і його батька Карла Густавовича Шольців добре відомо жителям міста Суми завдяки кільком історичним будівлям. Їх імена постійно плутають через схожість імені та по батькові.
У 1991 році був реабілітований відповідно до указу президента СРСР від 13 серпня 1990 р. «Про відновлення прав усіх жертв політичних репресій». 
У 2013 році стараннями місцевих краєзнавців та архітектурного управління міста Суми була встановлена меморіальна дошка при вході в Троїцький собор.